# Aerodynamica

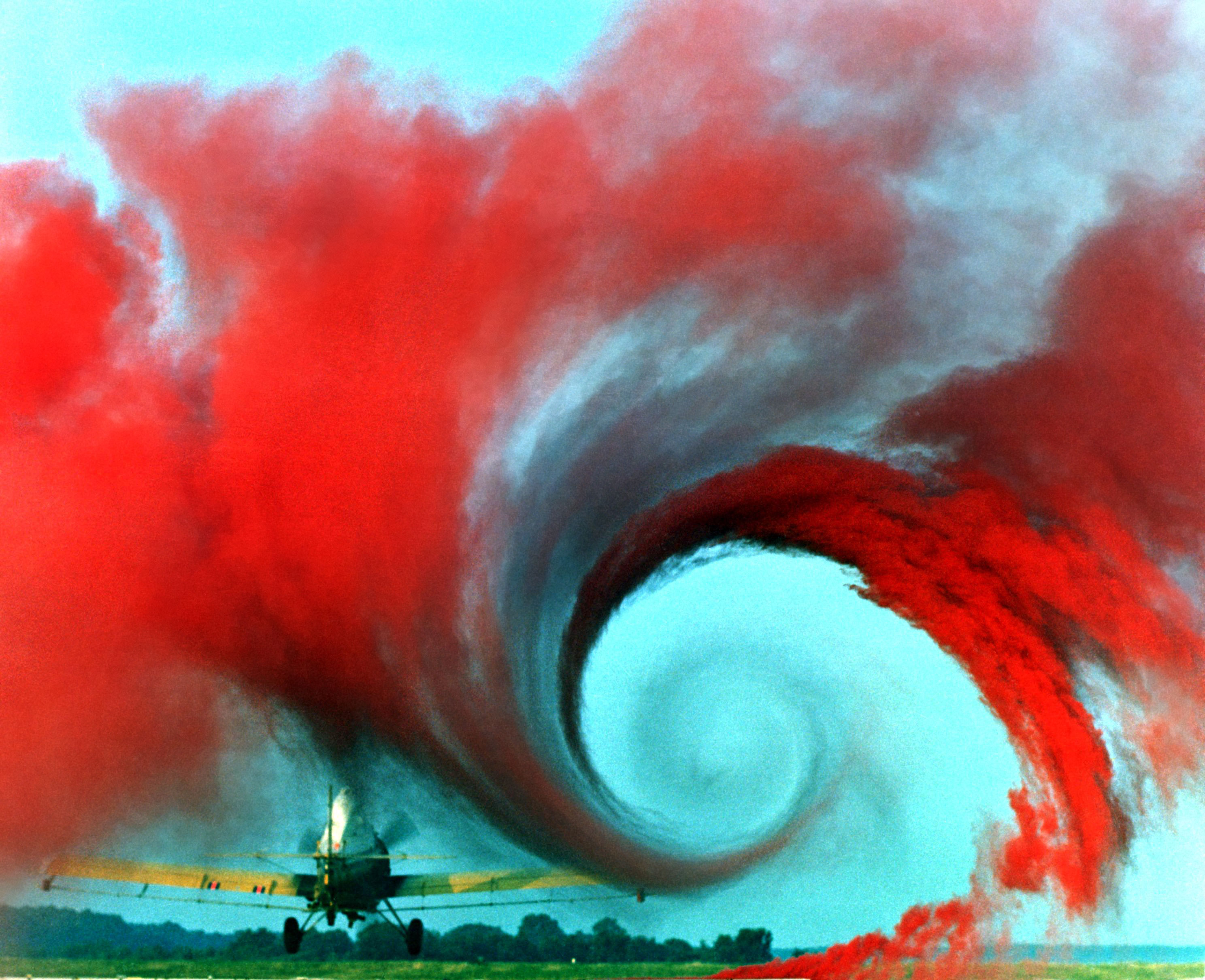
Door het snel bewegen van een vliegtuigvleugel door de lucht ontstaat een luchtwerveling (vortex), hier geïllustreerd door de gekleurde rook.

Aerodynamica is de wetenschap die de beweging van gassen beschrijft. Ze maakt deel uit van het vakgebied stromingsleer. Het beschrijven van het stromingsgedrag van een gas kan betrekking hebben op stroming in een vrije ruimte of om een lichaam zoals een vleugel van een vliegtuig.
De geschiedenis van de aerodynamica kan worden verdeeld in vier perioden. De eerste is de primitieve periode die loopt van de tijd van Aristoteles (384-322 v.Chr.) tot de publicatie van Isaac Newtons Philosophiae Naturalis Principia Mathematica in 1687. De periode daarna, van de klassieke mechanica, loopt tot de eerste vlucht van de gebroeders Wright in 1903, waar de aerodynamica aan de basis ligt van de luchtvaartontwikkeling, en werd opgevolgd door de subsonische aerodynamica tot 1935. Sinds 1935 wordt de supersonische aerodynamica toegepast, waarvan Theodore von Kármán als een van de belangrijkste grondleggers wordt beschouwd.
De vorm van een voorwerp heeft grote invloed op het stromingsgedrag van het gas waar het zich door verplaatst. Bij het ontwerp van vliegtuigen, auto's en andere voertuigen wordt dan ook gezocht naar een aerodynamisch optimale vorm om de luchtweerstand zo laag mogelijk te houden.

## Laminair en turbulent

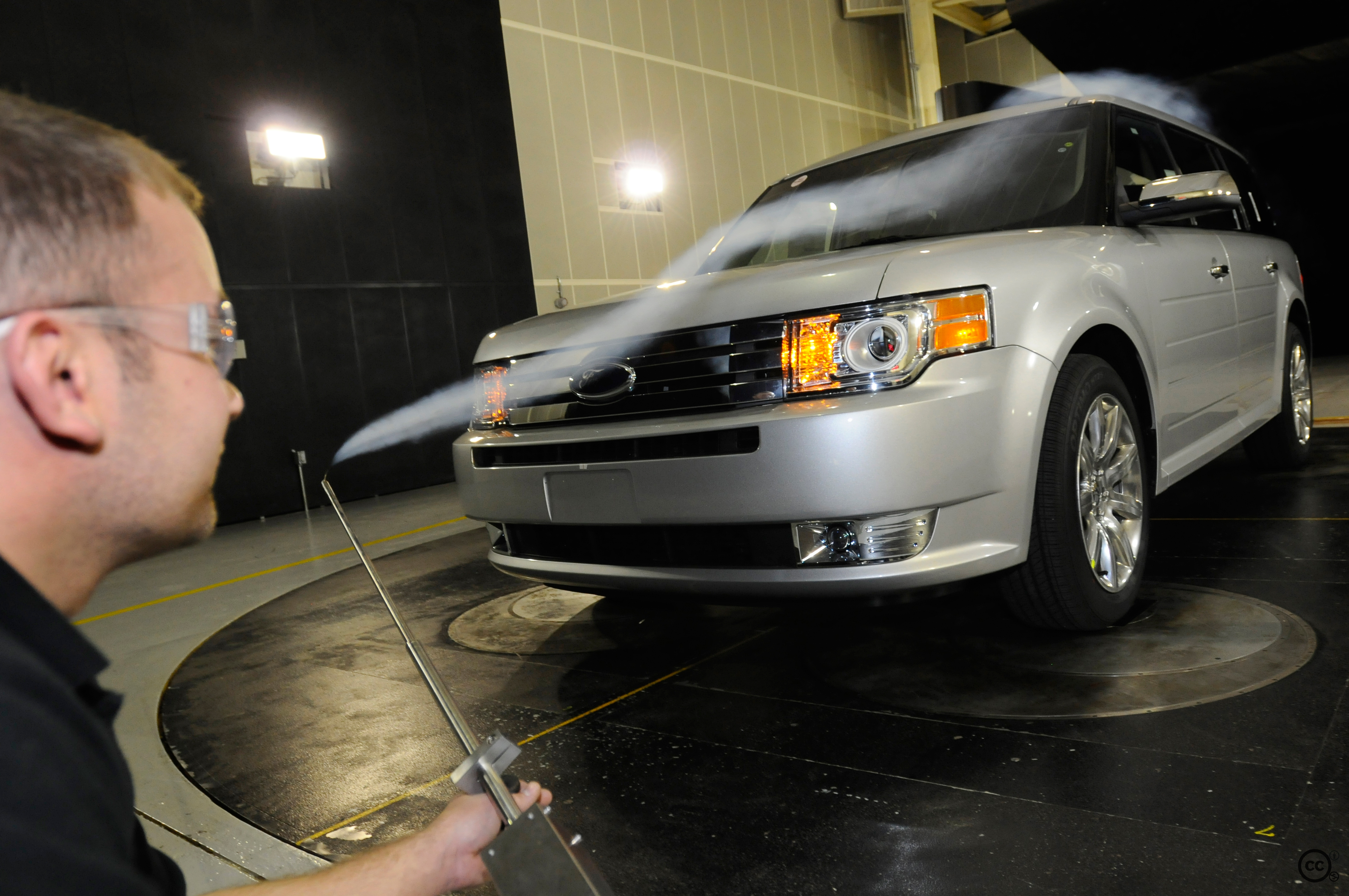
De aerodynamica van een auto wordt in een windtunnel getest.

De stroming om een voorwerp kan laminair of turbulent zijn. Ook een combinatie is mogelijk (eerst een stuk laminair, daarna turbulent).
Laminaire stroming kenmerkt zich doordat de lucht zich in stroomlijnen om het voorwerp heen beweegt. Die stroomlijnen hebben een verschillende snelheid. De moleculen direct aan het oppervlak zullen door de wrijving worden "meegesleept" en hebben dus geen snelheid ten opzichte van het voorwerp. Naarmate de afstand tot het voorwerp groter wordt, wordt ook het snelheidsverschil ten opzichte van dat voorwerp groter tot er geen snelheidsverschil meer is ten opzichte van ongestoorde stroming. Dit is de grenslaag.
Turbulente stroming kenmerkt zich doordat de omstroming niet alleen langs het voorwerp is, maar ook dwars daarop. Turbulente omstroming heeft een hogere weerstand dan laminaire omstroming en de grenslaag is hier ook dikker.
De omstroming kan bij slanke voorwerpen laminair beginnen en nadat een zeker deel van het omstroomde voorwerp is gepasseerd, overgaan in turbulent. Dat kan al heel snel gebeuren (enkele millimeters) of bijna aan het eind van het traject. Bij een stomp voorwerp kan de omstroming al direct turbulent zijn.
Om met minimale weerstand te kunnen vliegen en dus grote afstanden af te kunnen leggen, ontwerpt men vliegtuigen zo dat de luchtstroom eromheen zo veel/zo lang mogelijk laminair blijft. Toch heeft het voordelen om de laminaire stroming kunstmatig turbulent te maken. Als deze omslag namelijk vanzelf gebeurt, is die omslag vaak zeer rigoureus, met als resultaat een dikke turbulente laag met erg veel weerstand. Door de stroming iets voor de natuurlijke omslag kleinschalig turbulent te maken (bijvoorbeeld door een smalle strook tape op een vleugel) blijft de turbulente laag veel dunner, en is de weerstandstoename beperkt.
De stroomlijn van bijvoorbeeld auto's, vliegtuigen, treinen en raketten worden getest in een windtunnel. In een windtunnel wordt er wind op het voorwerp geblazen. Vervolgens wordt daar rook aan toegevoegd, zodat te zien is waar er strakkere lijnen moeten komen. Er komen dan namelijk veel kronkels in de rook.

## Weerstand
Er zijn twee soorten weerstand (drag) te onderscheiden:
- profielweerstand (Wp), en
- geïnduceerde weerstand (Wi)

Profielweerstand heeft twee oorzaken:
- Moleculen van de stromende stof (lucht, water) kleven aan het omstroomde object vast en worden meegesleept, wat energie kost.
- Doordat die moleculen worden meegesleept ontstaat aan de voorkant een opeenhoping en aan de achterkant een (relatief) tekort aan materiaal. Daardoor ontstaat een drukverschil tussen voor- en achterkant. De druk is voor altijd hoger, en remt het voorwerp dus af. Het frontale oppervlak speelt hier dus een rol.

Geïnduceerde weerstand treedt pas op als er lift wordt gegenereerd. En dus bij voorwerpen die een min of meer langwerpige doorsnee hebben gezien in de stromingsrichting. Een ronde paal die als vleugel wordt gebruikt, heeft dus geen geïnduceerde weerstand (tenzij hij ook nog om zijn as draait), maar als speer geworpen weer wel. Die lift kan komen doordat de lengteas (in stromingsrichting) van een symmetrisch langwerpig voorwerp een hoek vormt met de stroomrichting (invalshoek), of doordat het voorwerp aan beide zijden van die lengteas niet symmetrisch is, of een combinatie van beide. Het effect is dat aan de ene zijde een lagere druk ontstaat, en aan de andere een hogere. Het verschil noemen we bij een vleugel lift. Omdat een vleugel niet oneindig is (er is een tip) wil de lucht met hogere druk van de onderzijde, om de tip heen naar de bovenzijde (waar lagere druk heerst): de tip wervel. Ook de stroming aan de hele onder- en bovenzijde wordt hierdoor beïnvloed: aan de onderzijde krijgt de lucht een afbuiging richting tip, aan de bovenzijde juist van de tip af (richting romp). Deze richtingsverandering (snelheidsverandering) kost energie en uit zich (dus) als weerstand. De grootte ervan is evenredig met de grootte van de lift.
Naast genoemde oorzaken zijn ook de vorm van het omstroomde voorwerp, de viscositeit en de dichtheid van het gas van belang.

## Lift
Een vleugel krijgt lift wanneer de bovenkant van de vleugel boller is dan de onderkant. Een symmetrisch profiel of een vlakke plaat leveren lift als de invalshoek ongelijk aan nul is.
De lift ontstaat door twee effecten:
Door een invalshoek ongelijk nul, en/of asymmetrische bolling wordt de luchtstroom naar beneden afgebogen (ten opzichte van de vleugel). Dit verschijnsel wordt vaak aangeduid als het Coandă-effect. Eén manier om de liftkracht te berekenen is door de derde wet van Newton toe te passen op de luchtstroom die naar beneden wordt afgebogen, en wordt daarom wel de Newton-benadering genoemd: De kracht is gelijk aan de massa van de beïnvloede lucht vermenigvuldigd met de versnelling (naar beneden) die die lucht krijgt.
Een andere benadering gaat uit van de luchtsnelheidsverschillen boven en onder een vleugelprofiel die kunnen worden omgerekend naar drukverschillen met behulp van de Wet van Bernoulli die vervolgens de liftkracht veroorzaken. Dit leidt tot de Wet van Kutta-Joukowski; voor meer hierover zie het artikel Werveltheorie.
Bij supersone snelheden is de bolle vorm van het vleugelprofiel minder van belang voor de lift: vleugels van dit soort vliegtuigen zijn zo dun en sterk mogelijk.

## Sport
Bij snelheidssporten speelt de aerodynamica van sporter en materiaal een grote rol. Schaatsers plakken speciale strips op hun pakken (om laminair tijdig in turbulent over te laten slaan). Wielrenners gebruiken speciale tijdritfietsen en dragen lycra kleding met verticale rib. Bij de Formule 1 zijn raceautos uitgerust met een voor- en een achtervleugel, die de luchtstroming beïnvloeden. Deze vleugels zorgen ervoor dat de wagen op de grond wordt gedrukt door negatieve lift, ook wel downforce genoemd. Dit om te zorgen dat de wagen meer grip krijgt op de weg, en zodat de wagen niet de lucht in vliegt door de positieve lift (van de autovorm zelf). Deze downforce is zelfs zo groot, dat het theoretisch mogelijk is om een Formule 1-wagen op zijn kop te laten rijden.
Ook bij balsporten zoals golf en tennis is de aerodynamica van groot belang. Op een draaiende bal werkt dan het magnuseffect.

## Windturbines
Ook voor windturbines is aerodynamica van groot belang voor het rendement. Bij moderne windturbines worden daarom voor de rotorbladen profielen (dwarsdoorsneden) gebruikt met een hoge lift en een lage weerstand.
Ten gevolge van turbulentie kan slechts een deel van de windenergie benut worden voor gebruiksenergie {\displaystyle ({\tfrac {1}{2}}mv^{2}={\tfrac {1}{2}}\rho V^{3})}, die dan de formule {\displaystyle E=fv^{3}} krijgt. Daarin is {\displaystyle f} een in de praktijk vastgestelde factor. In winddruk wordt met bouwkundige gegevens de relatie tussen windenergie en gebruiksenergie behandeld om beleidskeuzes in de energievoorziening te beïnvloeden.

## Spelling
- Voor de spellingshervorming van 2005 werd 'aerodynamica' met een trema op de eerste 'e' geschreven: 'aërodynamica'.